# Manjala
Manjala là một chi nhện trong họ Amaurobiidae.